# 帕卡山
0°55′10″N 36°11′29″E / 0.919465°N 36.191454°E
帕卡山（Paka），是肯尼亞的火山，位於該國西部，由巴林戈郡負責管轄，處於首都奈洛比以北250公里，該火山海拔高度1,685米，每年平均降雨量1,005毫米。